# 조반니 안토니오 델 발초 오르시니
조반니 안토니오 델 발초 오르시니(Giovanni Antonio Del Balzo Orsini, 1386년 또는 1393년 – 1463년 11월 15일)는 이탈리아 남부 출신 귀족이자 군사령관이며, 타란토 공작, 바리 공작이자 아체라, 솔레토, 콘베르사노, 레체의 백작과 더불어 마테라(1433년–63년)와 우겐토(1453년–63년)의 백작이기도 하였다.

## 생애
타란토 후작 라이몬도 델 발초 오르시니와 브리엔 가의 본가의 후계자인 마리 당기엔의 아들로 태어났다. 그가 한 살때 아버지가 사망하자, 그의 어머니는 가문의 모든 소유지를 차지한 라디슬라오 디 나폴리와 혼인한다(1407년).
1417년 조반니 안토니오는 아말피 대공의 딸이자 교황 마르티노 5세의 조카인 안나 콜론나(Anna Colonna)와 혼인한다. 자크 2세 드 부르봉의 직책 포기에 따라, 1421년 5월 4일에 그는 여왕 조반나 2세 디 나폴리에게서 타란토 후작령을 수여받았다. 이 행위로 그는 7개의 대주교령, 30개의 주교령, 성 300개가 포함된 살레르노에서 타란토에 이르는 토지를 지니게 되면서 나폴리 왕국의 가장 강력한 귀족이 되었다.
조반니 안토니오는 나폴리 왕궁내에서 영향력 있는 인물 중 하나였으며, 조반나 2세와 알폰소 5세 사이의 분쟁에 휩싸였다. 알폰소가 나폴리의 군주로 등극하자, 조반니는 나폴리 왕국의 총사령관 직과 바리 공작 작위를 받으며 영향력은 더욱 강해졌다.
알폰소가 사망하자, 그는 장 2세 드 로렌을 지지하며, 알폰소의 아들인 페르디난도 1세에게 맞서 남작들의 반란을 이끌었다. 몇 차례 전투를 치른 후, 조반니 안토니오와 그의 세력들은 패배하였고 결국 그는 아라곤인 군주와 화해하게 되었다. 1463년 알타무라에서 그는 왕실의 살인 청부자라 여겨지는 파올로 트리카리코(Paolo Tricarico)에게 교살되었다. 페르디난도는 그의 영지 대부분을 몰수하였다. 조반니 안토니오 영지의 후계자인 그의 질녀 이자벨은 1465년 이후 곧 사망하고 만다. 그녀의 후계자는 장남인 미래의 알폰소 2세이다.

## 가족 관계
- 콘베르사노(Conversano) 여백작 카테리나(Caterina) - 1456년 아트리의 제7대 공작 줄리안토니오 아콰비바 다라고나(Giuliantonio Acquaviva d’Aragona)와 혼인.
- 마리아 콘케스타(Maria Conquesta, 1487년 이후 사망) - 우젠토 여백작이며, 1463경 트리카세 백작이자 나르도의 제1대 공작 안질베르토 델 발초(Angilberto Del Balzo)와 혼인.
- 마르게리타(Margherita) - 카탄차로 백작이자 칼라브리아의 법무관인 안토니오 켄텔레스(Antonio Centelles)와 혼인.
- 프란체스카(Francesca) - 사포나라 백작 야코포 산세베리노(Jacopo Sanseverino)와 혼인.
- 베르톨도(Bertoldo, 1488년 이후 사망) - 살리체의 남작이며, 1463-64년 레체 백작이기도 했다.

| 이전 자크 2세 드 부르봉 | 타란토 공작 1420년–1463년 | 이후 이자벨 드 클레르몽 |
| 이전 마리 당기엔        | 레체 백작 1446년–1463년   | 이후 나폴리 왕국에 합병 |